# Acremonium
Acremonium (syn. Cephalosporium) ist eine Gattung von Pilzen aus der  Familie der Bionectriaceae.

## Beschreibung
Acremonium-Arten sind normalerweise langsam wachsende, zunächst kompakte und feuchte Pilze. Ihre Hyphen sind fein und hyalin und erzeugen meist einfach strukturierte Phialiden. Ihre Conidien sind normalerweise einzellig (d. h. Mikrokonidien), hyalin oder pigmentiert, kugel- oder zylinderförmig und meist in schleimigen Köpfen an der Spitze jedes Phialidus' zusammengedrängt.

## Medizinische Bedeutung
Die meisten Acremonium-Arten sind Saprobionten und können von abgestorbenem Pflanzenmaterial oder aus dem Boden isoliert werden. Viele Arten wurden als opportunistische Erreger bei Mensch und Tier erkannt; sie verursachen Myzetome, Nagelpilz und Hyalohyphomykosen. Infektionen von Menschen durch Pilze dieser Gattung sind selten, aber klinische Befunde von Hyalohyphomykosen, die durch Acremonium-Arten verursacht wurden, können auch Arthritis, Osteomyelitis, Peritonitis, Endokarditis, Pneumonien, Cerebritis und subkutane Infektionen einschließen.
Cephalosporine, eine Klasse von β-Lactam-Antibiotika, wurden aus Acremonium-Arten gewonnen. Sie wurden erstmals 1948 durch den italienischen Pharmakologen Giuseppe Brotzu isoliert.

## Taxonomie
Die Typus-Art ist Acremonium alternatum Link (1809). Die Gattung enthält mehr als 100 Arten.

### Synonyme
Folgende sind bekannt:
- Hyalopus Corda
- Mastigocladium Matr.
- Monoconidia Roze
- Pseudofusidium Deighton

### Arten
Folgende Arten sind in der Global Biodiversity Information Facility verzeichnet:
- Acremonium acutatum W.Gams
- Acremonium africanum Dominik & Ihnat.
- Acremonium alabamense Morgan-Jones
- Acremonium album Bonord.
- Acremonium alcalophilum G.Okada
- Acremonium allochroum Bonord.
- Acremonium alternatum Link
- Acremonium antarcticum (Speg.) D.Hawksw.
- Acremonium apicesinuatum Matsush.
- Acremonium apii (M.A.Sm. & Ramsey) W.Gams
- Acremonium araucanum Speg.
- Acremonium argemones Purkay. & Mallik
- Acremonium asperulatum Giraldo, Guarro, Gené & Cano, 2012
- Acremonium bavaricum Brackel, 2012
- Acremonium biseptum W.Gams
- Acremonium blochii (Matr.) W.Gams
- Acremonium bonordenii Sacc.
- Acremonium boreale J.D.Sm. & J.G.N.Davidson
- Acremonium borodinense Tad.Ito, Okane, Nagak. & W.Gams
- Acremonium brachypenium W.Gams
- Acremonium brassicae Schulzer & Sacc.
- Acremonium breve (Sukapure & Thirum.) W.Gams
- Acremonium byssoides W.Gams & T.M.Lim
- Acremonium cajani B.L.Brady
- Acremonium camptosporum W.Gams
- Acremonium cavaraeanum (Jasevoli) W.Gams
- Acremonium chaetodaci Sawada
- Acremonium charticola (J.Lindau) W.Gams
- Acremonium chrysogenum (Thirum. & Sukapure) W.Gams
- Acremonium cinnabarinum Sartory & R.Sartory
- Acremonium citrinum Giraldo, Guarro, Cano & Gené, 2014
- Acremonium collariferum Weisenb. & R.Kirschner, 2010
- Acremonium crassum Petch
- Acremonium cucurbitacearum Alfaro-García, W.Gams & García-Jim.
- Acremonium cuneiphorum Matsush.
- Acremonium curvulum W.Gams
- Acremonium danyszii Wize
- Acremonium dichromosporum W.Gams & Sivasith.
- Acremonium dimorphosporum Giraldo, Deanna A.Sutton & Gene, 2017
- Acremonium distortum W.Gams
- Acremonium domschii W.Gams
- Acremonium egyptiacum (J.F.H.Beyma) W.Gams
- Acremonium elatum (C.H.Dickinson) W.Gams
- Acremonium erectum Bonord.
- Acremonium exiguum W.Gams
- Acremonium exuviarum Sigler, Zuccaro, Summerb. & Paré
- Acremonium felinum (Marchal) Kiyuna, K.D.An, Kigawa & Sugiy., 2010
- Acremonium fimicola Massee & E.S.Salmon
- Acremonium flavum W.Gams
- Acremonium flexuosum Peck
- Acremonium fuci Summerb., Zuccaro & W.Gams
- Acremonium fuliginosum Vincens
- Acremonium furcatum Moreau & R.Moreau ex Gams
- Acremonium fuscum Kunze & J.C.Schmidt
- Acremonium fusidioides (Nicot) W.Gams
- Acremonium fusisporum Tad.Ito, Okane, Nakagiri & W.Gams
- Acremonium gamsii Tichelaar
- Acremonium grandisporum Matsush.
- Acremonium griseovelutinum Speg.
- Acremonium guillematii W.Gams
- Acremonium hansfordii (Deighton) W.Gams
- Acremonium hennebertii W.Gams
- Acremonium hordei Unamuno
- Acremonium hyalinulum (Sacc.) W.Gams
- Acremonium hypholomatis (Boedijn) D.Hawksw.
- Acremonium incoloratum (Sukapure & Thirum.) W.Gams
- Acremonium incrustatum W.Gams
- Acremonium keio Nakam. & Takats.
- Acremonium lactucae H.J.Lin, C.Y.Chien & J.W.Huang
- Acremonium larvarum (Petch) W.Gams
- Acremonium lichenicola W.Gams
- Acremonium longisporum (Preuss) W.Gams
- Acremonium macrocatenatum Matsush.
- Acremonium macroclavatum Ts.Watan.
- Acremonium macrocurvum Matsush.
- Acremonium masseei (Sacc.) W.Gams
- Acremonium meliola F.Stevens
- Acremonium minutisporum (Sukapure & Thirum.) W.Gams
- Acremonium minutissimum (Roze) Sacc.
- Acremonium miyakoense Matsush.
- Acremonium moniliforme Giraldo, Deanna A.Sutton & Gene, 2017
- Acremonium moriforme W.Gams
- Acremonium murorum (Corda) W.Gams, 1971
- Acremonium muthuonii Fontoyn. & H.Bouchet
- Acremonium nectrioidea W.Gams
- Acremonium neocaledoniae Roquebert & J.Dupont
- Acremonium nepalense W.Gams
- Acremonium nigricans (C.H.Dickinson) W.Gams
- Acremonium nigrosclerotium W.Gams
- Acremonium nitidum G.Martin
- Acremonium niveum H.Bouchet
- Acremonium olidum W.Gams
- Acremonium ossicola Cif. & Redaelli
- Acremonium parvum Giraldo, Guarro, Cano & Gené, 2014
- Acremonium pembeum S.C.Lynch & Eskalen, 2016
- Acremonium persicinum (Nicot) W.Gams
- Acremonium pertusariae Brackel & Etayo, 2012
- Acremonium phoenicis W.Gams
- Acremonium phylloxerinum Ferraris
- Acremonium pilosum Giraldo, Guarro, Cano & Gené, 2014
- Acremonium pinkertoniae W.Gams
- Acremonium polychromum (J.F.H.Beyma) W.Gams
- Acremonium potronii Vuill.
- Acremonium psammosporum W.Gams
- Acremonium pseudozeylanicum W.Gams
- Acremonium psychrophilum C.Möller & W.Gams
- Acremonium pteridii W.Gams & J.C.Frankland
- Acremonium radiatum (Sukapure & Thirum.) W.Gams
- Acremonium restrictum (J.F.H.Beyma) W.Gams
- Acremonium rhabdosporum W.Gams
- Acremonium rhombicum (Matsush.) Matsush.
- Acremonium roseolum (G.Sm.) W.Gams
- Acremonium rutilum W.Gams
- Acremonium salmoneum W.Gams & Lodha
- Acremonium sclerotigenum (Moreau & R.Moreau ex Valenta) W.Gams
- Acremonium sclerotiniarum K.R.Appel & Laubert
- Acremonium sordidulum W.Gams & D.Hawksw.
- Acremonium soropsis Wize
- Acremonium spegazzinii D.Hawksw.
- Acremonium spicatum Bonord.
- Acremonium spinosum (Negroni) W.Gams
- Acremonium sporosulcatum Vasanta, K.Valaparla, K.R.S.Sambasiva Rao & Subrahm.
- Acremonium stromaticum W.Gams & R.H.Stover
- Acremonium subeffusum (Ellis & Galloway) Etayo & Brackel, 2012
- Acremonium succineum Casp.
- Acremonium tectonae R.F.Castañeda
- Acremonium tenuissimum Bonord.
- Acremonium thermophilum W.Gams & J.Lacey
- Acremonium tougae W.Gams
- Acremonium trachycaulon W.Gams
- Acremonium tubakii W.Gams
- Acremonium tulasnei G.R.W.Arnold
- Acremonium ugandense Matsush.
- Acremonium vaccinii Fuckel
- Acremonium variecolor Giraldo, Guarro, Gené & Cano, 2012
- Acremonium velutinum Fuckel
- Acremonium verruculosum W.Gams & Veenb.-Rijks
- Acremonium vitellinum W.Gams
- Acremonium vitis Catt.
- Acremonium zeylanicum (Petch) W.Gams & H.C.Evans
- Acremonium zonatum (Sawada) W.Gams